# Protosticta gracilis
Protosticta gracilis – gatunek ważki z rodziny Platystictidae.